# Lijst van rijksmonumenten in IJsselstein
De plaats IJsselstein telt 68 inschrijvingen in het rijksmonumentenregister. Hieronder een overzicht.
| Object                                                                       | Oorspronkelijke functie?  | Bouwjaar                            | Architect                              | Locatie                              | Coördinaten?                 | Nr.?   | Afbeelding                                                                   |
| ---------------------------------------------------------------------------- | ------------------------- | ----------------------------------- | -------------------------------------- | ------------------------------------ | ---------------------------- | ------ | ---------------------------------------------------------------------------- |
| Boerderij met stal                                                           | Boerderij                 | 17e/18e eeuw (stal) 1807 (woonhuis) |                                        | Achtersloot 53                       | 52° 1' 58" NB, 5° 1' 27" OL  | 20087  | Boerderij met stal                                                           |
| Boerderij                                                                    | Boerderij                 | eerste helft 19e eeuw               |                                        | Achtersloot 57                       | 52° 2' 2" NB, 5° 1' 24" OL   | 20088  | Meer afbeeldingen                                                            |
| Boerderij met bijgebouwen                                                    | Boerderij                 |                                     |                                        | Achtersloot 120                      | 52° 1' 42" NB, 5° 1' 44" OL  | 20090  | Boerderij met bijgebouwen                                                    |
| Boerderij                                                                    | Boerderij                 |                                     |                                        | Achtersloot 152                      | 52° 2' 12" NB, 5° 1' 20" OL  | 20091  | Boerderij                                                                    |
| Boerderij met rieten zadeldak                                                | Boerderij                 |                                     |                                        | Achtersloot 158                      | 52° 2' 18" NB, 5° 1' 9" OL   | 20092  | Boerderij met rieten zadeldak                                                |
| Boerderij met rieten zadeldak                                                | Boerderij                 |                                     |                                        | Achtersloot 160                      | 52° 2' 20" NB, 5° 1' 3" OL   | 20093  | Boerderij met rieten zadeldak                                                |
| Huis met klokgevel                                                           | Werk-woonhuis             | 18e eeuw                            |                                        | Benschopperstraat 1                  | 52° 1' 6" NB, 5° 2' 28" OL   | 20094  | Huis met klokgevel                                                           |
| Pand met hoge lijstgevel                                                     | Werk-woonhuis             | 18e eeuw                            |                                        | Benschopperstraat 11                 | 52° 1' 7" NB, 5° 2' 30" OL   | 20095  | Meer afbeeldingen                                                            |
| Huis met Empire gevel                                                        | Woonhuis                  | 1540                                |                                        | Benschopperstraat 25                 | 52° 1' 8" NB, 5° 2' 31" OL   | 20096  | Huis met Empire gevel                                                        |
| Huis met kroonlijst                                                          | Werk-woonhuis             |                                     |                                        | Benschopperstraat 27                 | 52° 1' 9" NB, 5° 2' 32" OL   | 20097  | Meer afbeeldingen                                                            |
| Huis met lijstgevel                                                          | Woonhuis                  | 18e eeuw                            |                                        | Benschopperstraat 29                 | 52° 1' 9" NB, 5° 2' 33" OL   | 20098  | Meer afbeeldingen                                                            |
| Waag                                                                         | Handel en kantoor         | 1779                                |                                        | Benschopperstraat 39-41a             | 52° 1' 9" NB, 5° 2' 34" OL   | 20099  | Meer afbeeldingen                                                            |
| Ewoutsgasthuis of Marienberg                                                 | Klooster, kloosteronderdl | 1537 (ingebruikname)                |                                        | Benschopperstraat 43F                | 52° 1' 10" NB, 5° 2' 34" OL  | 20100  | Meer afbeeldingen                                                            |
| Huis met gepleisterde dubbele topgevel                                       | Werk-woonhuis             | 18e eeuw                            |                                        | Benschopperstraat 2                  | 52° 1' 6" NB, 5° 2' 30" OL   | 20101  | Huis met gepleisterde dubbele topgevel                                       |
| Huis met trapgevel                                                           | Werk-woonhuis             | 18e eeuw                            |                                        | Benschopperstraat 8                  | 52° 1' 6" NB, 5° 2' 31" OL   | 20102  | Meer afbeeldingen                                                            |
| Huis met klokgevel                                                           | Woonhuis                  | 18e eeuw                            |                                        | Benschopperstraat 10                 | 52° 1' 7" NB, 5° 2' 31" OL   | 20103  | Meer afbeeldingen                                                            |
| Huis met topgevel                                                            | Woonhuis                  | 18e eeuw                            |                                        | Benschopperstraat 12                 | 52° 1' 7" NB, 5° 2' 31" OL   | 20104  | Huis met topgevel                                                            |
| Huis met rechte kroonlijst                                                   | Boerderij                 | 17e eeuw                            |                                        | Benschopperstraat 26                 | 52° 1' 8" NB, 5° 2' 33" OL   | 20105  | Meer afbeeldingen                                                            |
| Winkel-woonhuis met kroonlijstgevel                                          | Werk-woonhuis             |                                     |                                        | Benschopperstraat 32                 | 52° 1' 9" NB, 5° 2' 34" OL   | 20106  | Winkel-woonhuis met kroonlijstgevel                                          |
| Huis met kroonlijst                                                          | Werk-woonhuis             | 17e eeuw                            |                                        | Benschopperstraat 34                 | 52° 1' 9" NB, 5° 2' 34" OL   | 20107  | Huis met kroonlijst                                                          |
| Huis met klokgevel                                                           | Werk-woonhuis             | 1767                                |                                        | Benschopperstraat 40                 | 52° 1' 9" NB, 5° 2' 35" OL   | 20108  | Huis met klokgevel                                                           |
| Brandspuithuisje                                                             | Overheidsgebouw           | 1622                                |                                        | Eiteren 1                            | 52° 1' 15" NB, 5° 2' 50" OL  | 20109  | Meer afbeeldingen                                                            |
| Huis met lage gevel met rechte kroonlijst met opkamer                        | Woonhuis                  | voor 18e eeuw                       |                                        | Walkade 16A                          | 52° 1' 12" NB, 5° 2' 48" OL  | 20110  | Huis met lage gevel met rechte kroonlijst met opkamer                        |
| Huis met lage gevel met rechte kroonlijst met opkamer                        | Woonhuis                  | voor 18e eeuw                       |                                        | Havenstraat 8                        | 52° 1' 12" NB, 5° 2' 47" OL  | 20111  | Meer afbeeldingen                                                            |
| Laag huis met in het midden gemetselde topgevel                              | Woonhuis                  | 18e eeuw                            |                                        | Havenstraat 20                       | 52° 1' 10" NB, 5° 2' 45" OL  | 20112  | Meer afbeeldingen                                                            |
| Huis met gepleisterde lage gevel. Ramen deels met oude roedenverdeling       | Woonhuis                  |                                     |                                        | Havenstraat 28                       | 52° 1' 9" NB, 5° 2' 43" OL   | 20113  | Meer afbeeldingen                                                            |
| Huis met lage gevel met rechte kroonlijst                                    | Boerderij                 | 18e eeuw                            |                                        | Havenstraat 32-33-33A                | 52° 1' 8" NB, 5° 2' 41" OL   | 20114  | Meer afbeeldingen                                                            |
| Huis met topgevel                                                            | Industrie                 | 17e eeuw                            |                                        | Havenstraat 34                       | 52° 1' 8" NB, 5° 2' 41" OL   | 20115  | Meer afbeeldingen                                                            |
| Wittepaardsbrug                                                              | Brug                      |                                     |                                        | Brugje over de Haven bij Walstraat 2 | 52° 1' 9" NB, 5° 2' 42" OL   | 20116  | Meer afbeeldingen                                                            |
| Huis met lijstgevel                                                          | Industrie                 | begin 17e eeuw                      |                                        | Hofstraat 1                          | 52° 1' 11" NB, 5° 2' 38" OL  | 20117  | Meer afbeeldingen                                                            |
| Huis met kroonlijst                                                          | Woonhuis                  | 18e eeuw                            |                                        | Hofstraat 4                          | 52° 1' 12" NB, 5° 2' 38" OL  | 20118  | Huis met kroonlijst                                                          |
| Huis met kroonlijst                                                          | Woonhuis                  | 18e eeuw                            |                                        | Hofstraat 6                          | 52° 1' 13" NB, 5° 2' 37" OL  | 20119  | Huis met kroonlijst                                                          |
| Middeleeuws huis                                                             | Woonhuis                  | middeleeuwen, gepleisterd 19e eeuw  |                                        | Hofstraat 8                          | 52° 1' 13" NB, 5° 2' 37" OL  | 20120  | Middeleeuws huis                                                             |
| Huis met lijstgevel                                                          | Woonhuis                  | 18e eeuw                            |                                        | Kerkstraat 1                         | 52° 1' 15" NB, 5° 2' 41" OL  | 20121  | Meer afbeeldingen                                                            |
| Huis met kroonlijst                                                          | Woonhuis                  | rond 1800                           |                                        | Kerkstraat 17                        | 52° 1' 14" NB, 5° 2' 43" OL  | 20122  | Meer afbeeldingen                                                            |
| Herenhuis met kroonlijst                                                     | Woonhuis                  | 18e eeuw (?)                        |                                        | Kerkstraat 2                         | 52° 1' 15" NB, 5° 2' 41" OL  | 20123  | Meer afbeeldingen                                                            |
| Huis met kroonlijst                                                          | Woonhuis                  | 17e eeuw (?)                        |                                        | Kerkstraat 4                         | 52° 1' 14" NB, 5° 2' 41" OL  | 20124  | Meer afbeeldingen                                                            |
| Huis met kroonlijst                                                          | Woonhuis                  | 18e eeuw                            |                                        | Kloosterstraat 3                     | 52° 1' 10" NB, 5° 2' 35" OL  | 20125  | Huis met kroonlijst                                                          |
| Twee gelijke huizen met kroonlijst                                           | Woonhuis                  | 18e eeuw                            |                                        | Kloosterstraat 5                     | 52° 1' 11" NB, 5° 2' 34" OL  | 20126  | Twee gelijke huizen met kroonlijst                                           |
| Herenhuis met lijstgevel                                                     | Woonhuis                  |                                     |                                        | Kloosterstraat 11                    | 52° 1' 11" NB, 5° 2' 32" OL  | 20127  | Meer afbeeldingen                                                            |
| Herenhuis met lijstgevel                                                     | Woonhuis                  |                                     |                                        | Kloosterstraat 13                    | 52° 1' 12" NB, 5° 2' 32" OL  | 20128  | Meer afbeeldingen                                                            |
| Hervormde Kerk IJsselstein                                                   | Kerk en kerkonderdeel     | 1310-1923                           | Alessandro Pasqualini, Michel de Klerk | Kronenburgplantsoen 2                | 52° 1' 16" NB, 5° 2' 43" OL  | 20129  | Meer afbeeldingen                                                            |
| Herenhuis met rechte kroonlijst                                              | Woonhuis                  | 18e eeuw                            |                                        | Kronenburgplantsoen 4                | 52° 1' 15" NB, 5° 2' 40" OL  | 20131  | Meer afbeeldingen                                                            |
| Huis met hoog zadeldak                                                       | Woonhuis                  | 17e eeuw                            |                                        | Kronenburgplantsoen 6                | 52° 1' 15" NB, 5° 2' 39" OL  | 20132  | Meer afbeeldingen                                                            |
| Slot IJsselstein                                                             | Kasteel, buitenplaats     | toren uit ca. 1500                  |                                        | Kronenburgplantsoen 9                | 52° 1' 15" NB, 5° 2' 32" OL  | 20133  | Meer afbeeldingen                                                            |
| Herenhuis met kroonlijst                                                     | Woonhuis                  | 18e eeuw                            |                                        | Kronenburgplantsoen 10               | 52° 1' 14" NB, 5° 2' 38" OL  | 20134  | Meer afbeeldingen                                                            |
| De Windotter                                                                 | Industrie- en poldermolen | 1732                                |                                        | Walkade 73                           | 52° 1' 4" NB, 5° 2' 35" OL   | 20135  | Meer afbeeldingen                                                            |
| IJsselhoeve                                                                  | Boerderij                 |                                     |                                        | Noord IJsseldijk 14                  | 52° 2' 34" NB, 5° 1' 53" OL  | 20136  | Meer afbeeldingen                                                            |
| Pand onder riet gedekt zadeldak                                              | Woonhuis                  | 1735                                |                                        | Noord IJsseldijk 53                  | 52° 1' 58" NB, 5° 2' 19" OL  | 20137  | Pand onder riet gedekt zadeldak                                              |
| Sint-Nicolaasbasiliek                                                        | Kerk en kerkonderdeel     | 1885-1887                           | Alfred Tepe                            | Sint Nicolaasstraat bij 12           | 52° 1' 8" NB, 5° 2' 27" OL   | 20139  | Meer afbeeldingen                                                            |
| Boerderij met gemetselde gevels                                              | Boerderij                 |                                     |                                        | Noord IJsseldijk 45                  | 52° 1' 56" NB, 5° 2' 21" OL  | 20140  | Boerderij met gemetselde gevels                                              |
| Woonhuis                                                                     | Woonhuis                  |                                     |                                        | Schuttersgracht 24                   | 52° 1' 5" NB, 5° 2' 32" OL   | 20141  | Woonhuis                                                                     |
| Huis met lijstgevel                                                          | Woonhuis                  | 17e eeuw                            |                                        | Utrechtsestraat 69                   | 52° 1' 11" NB, 5° 2' 38" OL  | 20142  | Huis met lijstgevel                                                          |
| Huis met lijstgevel                                                          | Werk-woonhuis             | 17e eeuw                            |                                        | Utrechtsestraat 71                   | 52° 1' 11" NB, 5° 2' 39" OL  | 20143  | Huis met lijstgevel                                                          |
| Historisch stadhuis                                                          | Bestuursgebouw en onderdl | 1557-1568; verbouwd 1838            |                                        | Utrechtsestraat 79                   | 52° 1' 10" NB, 5° 2' 37" OL  | 20144  | Meer afbeeldingen                                                            |
| Huis                                                                         | Industrie                 | 17e eeuw                            |                                        | Utrechtsestraat 50                   | 52° 1' 11" NB, 5° 2' 38" OL  | 20145  | Meer afbeeldingen                                                            |
| In 't Moriaanshooft                                                          | Woonhuis                  | 1639                                |                                        | Utrechtsestraat 54                   | 52° 1' 11" NB, 5° 2' 37" OL  | 20146  | Meer afbeeldingen                                                            |
| Herenhuis                                                                    | Woonhuis                  | 18e eeuw                            |                                        | Utrechtsestraat 62                   | 52° 1' 11" NB, 5° 2' 36" OL  | 20147  | Meer afbeeldingen                                                            |
| Boerderij                                                                    | Boerderij                 |                                     |                                        | Noord IJsseldijk 2                   | 52° 1' 43" NB, 5° 2' 41" OL  | 20148  | Meer afbeeldingen                                                            |
| De Meerhoeve                                                                 | Boerderij                 |                                     |                                        | Noord IJsseldijk 28                  | 52° 3' 23" NB, 5° 0' 48" OL  | 20149  | Meer afbeeldingen                                                            |
| De Strik                                                                     | Horeca                    | 18e eeuw (?)                        |                                        | Poortdijk 7-9                        | 52° 1' 17" NB, 5° 2' 52" OL  | 20150  | Meer afbeeldingen                                                            |
| Benschopperpoort, IJsselpoort, Poort Doelenstraat                            | Fort, vesting en -onderdl | aangrenzend gebouwd uit 1770        |                                        | Sint Nicolaasstraat bij 1            | 52° 1' 10" NB, 5° 2' 27" OL  | 20151  | Meer afbeeldingen                                                            |
| Oude vestingwerken met omgrachting                                           | Fort, vesting en -onderdl |                                     |                                        | Walkade bij 18                       | 52° 1' 10" NB, 5° 2' 27" OL  | 20152  | Oude vestingwerken met omgrachting                                           |
| Terrein waarin overblijfselen van het cistercienzerklooster O.L. Vrouwenberg | Archeologisch monument    | 15e eeuw                            |                                        |                                      | 52° 1' 10" NB, 5° 2' 54" OL  | 46200  | Terrein waarin overblijfselen van het cistercienzerklooster O.L. Vrouwenberg |
| Terrein Slot IJsselstein                                                     | Archeologisch monument    | middeleeuwen                        |                                        |                                      | 52° 1' 15" NB, 5° 2' 33" OL  | 46201  | Terrein Slot IJsselstein                                                     |
| De Steenen Kamer                                                             | Boerderij                 | 1600-1900                           |                                        | Nedereindseweg 561                   | 52° 3' 38" NB, 5° 1' 3" OL   | 507412 | Meer afbeeldingen                                                            |
| Postkantoor                                                                  | Handel en kantoor         | 1902                                | Cornelis Peters                        | Utrechtsestraat 16-18                | 52° 1' 15" NB, 5° 2' 43" OL  | 512034 | Meer afbeeldingen                                                            |
| Dijkmagazijn                                                                 | Opslag                    | rond 1860                           |                                        | Lekdijk ongenummerd                  | 51° 59' 49" NB, 5° 3' 49" OL | 512035 | Dijkmagazijn                                                                 |
| Gerbrandytoren                                                               | Nutsbedrijf               | 1958-1961                           |                                        | Hogebiezendijk 21                    | 52° 0' 36" NB, 5° 3' 13" OL  | 532229 | Meer afbeeldingen                                                            |

Amersfoort ·
Baarn ·
Bunnik ·
Bunschoten ·
De Bilt ·
De Ronde Venen ·
Eemnes ·
Houten ·
IJsselstein ·
Leusden ·
Lopik ·
Montfoort ·
Nieuwegein ·
Oudewater ·
Renswoude ·
Rhenen ·
Soest ·
Stichtse Vecht ·
Utrecht ·
Utrechtse Heuvelrug ·
Veenendaal ·
Vijfheerenlanden ·
Wijk bij Duurstede ·
Woerden ·
Woudenberg ·
Zeist